# Little Orphant Annie
Little Orphant Annie est un film américain réalisé par Colin Campbell, sorti en 1918. C'est le premier grand rôle pour Colleen Moore. Le scénario s'inspire d'un poème de 1885 de James Whitcomb Riley.

## Fiche technique
- Réalisation : Colin Campbell
- Scénario : Gilson Willets d'après le poème Little Orphant Annie de James Whitcomb Riley
- Producteur : William Nicholas Selig
- Photographie : Charles Stumar
- Production : Selig Polyscope Company
- Distribution : Pioneer Film Corporation (1918), World Film Company (1919)
- Durée : 58 minutes
- Date de sortie : décembre 1918

## Distribution
- Colleen Moore : Annie
- Tom Santschi : Dave Johnson
- Harry Lonsdale : oncle d'Annie
- Eugenie Besserer : Mrs. Goode
- Doris Baker : orpheline
- Baby Lillian Wade : orpheline
- Ben Alexander : orphelin
- Paul Jacobs : orphelin
- George Hupp : orphelin

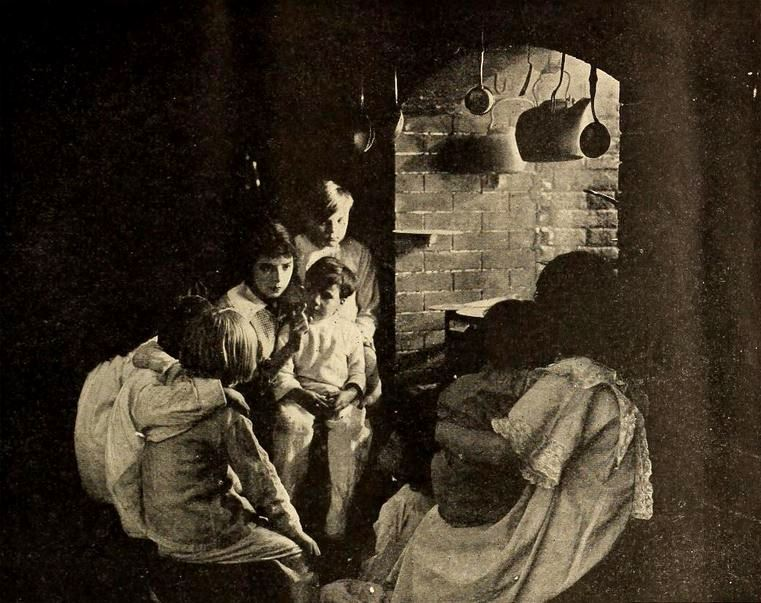
Image extraite du film.

- James Whitcomb Riley : lui-même (images d'archives)
- Mae Gaston : mère d'Annie
- Lillian Hayward : tante Elisabeth
- Lafe McKee : The Good Squire
- Jean Stone : Annie enfant